# Kazimierz Skorupka
Kazimierz Józef Skorupka, herbu Ślepowron, ps. Dziad (ur. 18 lutego 1901 w Warszawie, zm. 24 grudnia 1943 w obozie koncentracyjnym na Majdanku w Lublinie) – instruktor harcerski w stopniu harcmistrza, oficer Wojska Polskiego pośmiertnie awansowany na stopień podporucznika stanu wojny.

## Życiorys
Ród Skorupków wywodził się ze szlachty zagrodowej z Podlasia, która w 1877 przeniosła się do stolicy. Kazimierz był jednym z młodszych synów Adama Skorupki, urzędnika towarzystwa ubezpieczeniowego w Warszawie i Eleonory z Pomińskich, córki powstańca z 1863. Starszym bratem Kazimierza był znany ksiądz rzymskokatolicki Ignacy Skorupka (1893–1920).
Po ukończeniu szkoły powszechnej Kazimierz Skorupka rozpoczął naukę w gimnazjum Chrzanowskiego, tam 2 lutego 1914 przystąpił do tajnej drużyny skautów im. Tadeusza Reytana (później przekształconej w 22 Warszawską Drużynę Harcerską). W tym samym roku wyjeżdża na obóz skautów i dwutygodniowy kurs dla zastępowych. W połowie 1915 rodzina Skorupków została ewakuowana z Warszawy do Klińców koło Homla. Tam Kazimierz wstąpił do drużyny skautów, zorganizowanej konspiracyjnie dla ewakuowanych. W 1918 złożył przyrzeczenie harcerskie i otrzymał stopień młodzika. W połowie tego roku powrócił do Polski, wstąpił do szkoły rzemieślniczej im. Stanisława Konarskiego, i w działającej przy tej szkole 10 WDH zdobył stopień wywiadowcy.
W sierpniu 1920 został zmobilizowany do wojska, po przeniesieniu do rezerwy zamieszkał na warszawskim Kamionku. Tam pod koniec 1920 założył I Kamionkowską Drużynę Harcerską. 6 maja drużyna otrzymała nazwę 22 WDH im. Władysława Łokietka, to z nią Kazimierz związał resztę swojego życia jako jej wieloletni drużynowy (numer 22 był od 1915 tradycyjnie przypisany do Grochowa, pierwsza 22 WDH została założona przez Stefana Mikołajewskiego). Podobnie do końca życia pozostał związany z robotniczym Grochowem, gdzie wśród młodzieży z robotniczych rodzin propagował harcerstwo i jego szlachetne wzorce.
W drugiej połowie 1921 22 WDH podzieliła się na dwie drużyny – 22 i 47, Kazimierz zdobył stopień ćwika i został drużynowym tej drugiej, ale tylko do kwietnia 1924, kiedy to ponownie stanął na czele 22 WDH. W maju 1924 złożył raport protektorowi ZHP, prezydentowi RP Stanisławowi Wojciechowskiemu. Kolejna przerwa w byciu drużynowym 22 WDH trwała od września 1924 do października 1928, wtedy to Kazimierz Skorupka otrzymał od władz naczelnych ZHP stopień działacza harcerskiego. W 1933 stał się członkiem praskiej komendy hufca i został wizytatorem, w czerwcu podczas rewii hufca na warszawskim Bródnie pełnił funkcję komendanta placu i prowadził defiladę. Po tej uroczystości przekazał kierowanie 22 WDH młodszym. W tym czasie został zatrudniony w zajezdni tramwajowej Praga jako konduktor. W 1934 otrzymał od władz państwowych Brązowy Krzyż Zasługi. Trzy lata później, w maju 1937 Naczelnictwo ZHP nadało mu tytuł harcmistrza. Po roku został uhonorowany Srebrnym Krzyżem Zasługi.

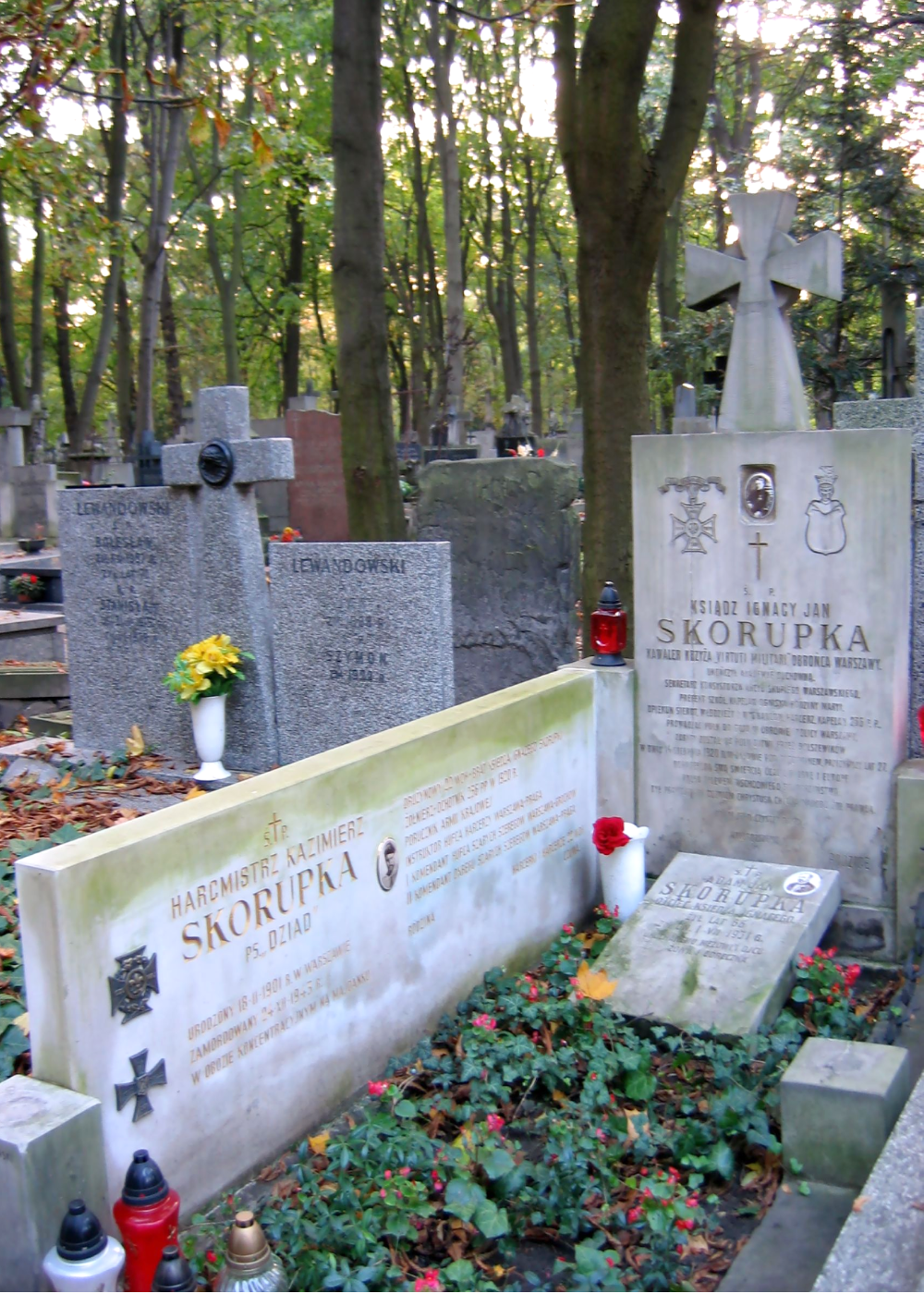
Grób rodziny Skorupków na cmentarzu Powązkowskim w Warszawie

Po wybuchu wojny, we wrześniu 1939 organizował na Pradze Pogotowie Wojenne Harcerzy oraz przewodniczył harcerskiej służbie łączności w starostwie praskim. W uznaniu zasług podczas obrony stolicy został odznaczony Krzyżem Walecznych. W tym czasie był przywódcą duchowym i głównym organizatorem praskiego zakonspirowanego harcerstwa (Szarych Szeregów). Jako pseudonim przyjął swoje przezwisko Dziad, powstałe w 1933, gdy zapuścił brodę, która dodawała jego wyglądowi powagi i dostojeństwa.
Działania konspiracyjne ułatwiała mu praca konduktora tramwajów, był łącznikiem komendanta Armii Krajowej obwodu Praga.
17 sierpnia 1942 został aresztowany przez gestapo i osadzony w więzieniu na Pawiaku. Niemcy byli dobrze poinformowani o działalności zatrzymanego, ale mimo tortur podczas śledztwa Kazimierz Skorupka nie wydał nikogo. W pierwszych miesiącach 1943 hitlerowcy przewieźli Skorupkę do obozu zagłady na Majdanku w Lublinie. Ostatnim dowodem życia Kazimierza jest alfabetyczny spis więźniów sporządzony przez istniejącą w obozie komórkę ruchu oporu, gdzie został on odnotowany pod numerem 273. Na początku 1944 nastąpiła ewakuacja obozu, więźniowie byli przekazywani do obozów w Auschwitz-Birkenau i Groß-Rosen, jednak żaden z tych obozów nie odnotował przybycia więźnia o nazwisku Kazimierz Skorupka.
Z nielicznych zeznań byłych więźniów wynikało, że jeden z nich, pasujący wyglądem do Skorupki, był uznawany przez władze obozu za więźnia politycznego i systematycznie poddawany przesłuchaniom i torturowany. Jego stan zdrowia stale się pogarszał i pewnego dnia z przesłuchania nie powrócił. Jak wynika z relacji jednego ze współwięźniów Majdanka, zmarł w tym obozie po przesłuchaniach, na które zabierano do więzienia na Zamek Lubelski. 
W sierpniu 1944 Kazimierz Skorupka został pośmiertnie odznaczony po raz drugi Krzyżem Walecznych oraz podniesiony do stopnia podporucznika stanu wojny. Jego symboliczny grób znajduje się na cmentarzu Powązkowskim, gdzie w grobie rodzinnym (kwatera 244-5-15) złożono w 1984 prochy z mauzoleum na Majdanku i wyryto jego nekrolog.
Jest patronem m.in. 22 WDH, której poświęcił większą część swojego życia. W 2005 był, podobnie jak jego brat, ks. Ignacy Skorupka, jednym z rozważanych kandydatów na bohatera Hufca ZHP Warszawa-Praga-Północ